# Punciocopina
De Punciocopina zijn een onderorde van uitgestorven kreeftachtigen uit de klasse van de Ostracoda (mosselkreeftjes).

## Taxonomie

### Superfamilie
- Kirkbyoidea Ulrich & Bassler, 1906 †

### Familie
- Ordovizonidae Becker, 1997 †